# Mario Mola
Mario Mola Díaz (Palma de Malhorca, 23 de fevereiro de 1990) é um triatleta profissional espanhol.

## Carreira
Mario Mola Díaz representou seu país nos Jogos Olímpicos de 2012, não medalhando, em 2015 foi vice-campeão mundial.

### Rio 2016
Mola competiu na Rio 2016, ficando em 8º lugar com o tempo de 1:46.26, não foi uma boa prova do então favorito a um das medalhas.